# Горди Хау
Гордон „Горди“ Хау (енгл. Gordon "Gordie" Howe; Флорал Саскачеван, 31. март 1928 — Толидо Охајо, 10. јун 2016) био је професионални канадски хокејаш на леду који је играо на позицији деснокрилног нападача.
Од 1946. до 1980. играо је 26 сезона у Националној хокејашкој лиги (NHL) и шест сезона у Светској хокејашкој асоцијацији (WHA); својих првих 25 сезона је провео у Детроит ред вингсу. С надимком „Господин хокеј“, Хау се често сматра најкомплетнијим играчем који је икада играо ову игру и једним од највећих свих времена. Када је отишао у пензију, његових 801 голова, 1049 асистенција и 1850 укупних поена били су NHL рекорди који су стајали све док их није оборио Вејн Грецки, који је и сам био главни шампион Хауовог наслеђа. Као NHL All-Star 23 пута, он и даље држи NHL рекорд по одиграним сезонама, а његов рекорд свих времена у броју NHL одиграних утакмица од 1.767 надмашио је само Патрик Марло 2021. Године 2017, Хау је проглашен за једног од „100 најбољих NHL играча“.
Шест пута је освајао Арт Росов трофеј као најефикаснији играч регуларног дела сезоне (1950/51-53/54, 56/57 и 62/63) и шест пута је освајао Хартов меморијал као МВП лиге (1951/52, 52/53, 56/57, 57/58, 59/60 и 62/63).

## Младост
Хау је рођен у сеоској кући у Флоралу, Саскачеван, као син Катрин (Шулц) и Алберта Хауа. Био је једно од деветоро браће и сестара. Када је Гордију било девет дана, Хауви су се преселили у Саскатун, где је његов отац радио као радник током депресије. Лети је Хоу радио на грађевини са својим оцем. Хау је током одрастања имао благу дислексију, али је физички био испред својих година у раном детињству. Већ у средњим тинејџерским годинама је био висок шест стопа, те су се доктори плашили калцијумске дефицијенције и охрабривали су га да ојача кичму згибовима. Почео је да игра организовани хокеј са осам година. Хау је напустио школу током депресије да би радио у грађевинарству, а затим је напустио Саскатун са 16 година да би наставио своју хокејашку каријеру.

## Играчка каријера
Хау је био амбидекстросан играч, један од само неколико клизача који су могли да користе равне штапове из своје ере да шутирају левом или десном руком. Као млад тинејџер, играо је бантам хокеј са атлетским клубом Кинг Џорџ у Саскатуну, освојивши своје прво првенство са њима у Саскачеванском провинцијском бантам хокејашком финалу 1942. Први пут је сусрео са професионалним хокејом са 15 година 1943. године када су га Њујоршки ренџерси позвали у њихов тренинг камп одржан у „Амфитеатру” у Винипегу у Манитоби. Тамо је играо довољно добро да су Ренџерси желели да Хоу потпише „C” формулар који би том клубу дао права Националне хокејашке лиге и да те године игра у Нотр Даму, католичкој школи у Вилкоксу у Саскачевану, која је била позната по продукцији добри хокејаша. Међутим, Хоу није сматрао да му то одговара и желео је да се врати кући да игра хокеј са својим пријатељима; одбио је понуду Ренџерса и вратио се у Саскатун.
Године 1944, Хауа је приметио извиђач Детроит ред вингса Фред Пинкни и позван је у њихов камп у Виндзору, Онтарио. Са Ред вингсима је потписао „C” форму и био је додењен њиховом јуниорском тиму, Галт ред вингс. Због максималног броја западних играча који је лига дозвољавала и склоности Ред вингса да развијају старије играче, Хауово време за игру са тимом је у почетку било ограничено. Међутим, 1945. је унапређен у Омаха најтсе из ниже професионалне Хокејашке лиге Сједињених Држава (USHL), где је као 17-годишњак постигао 48 поена у 51 утакмици. Док је играо у Омахи, Франк Селке из Торонто мејпл лифса приметио је да Хауова права нису правилно наведена као власништво Ред Вингса. Имајући добар однос са главним тренером Детроита Џеком Адамсом, обавестио је Адамса о грешци у писању и Хоу је брзо стављен на заштићену листу тима.
У јеку своје играчке каријере, Хоу се појавио у епизоди CBS-ове игре To Tell the Truth дана 27. марта 1967. године. Добио је два од четири могућа гласа. Иако хокеј није био толико популаран као други спортови у Америци 1967. године, панелиста Пеги Кас је била обожаватељ хокеја и препознала је Хауа. Стога се дисквалификовала из гласања.

## Статистике каријере

### Регуларна сезона и плејофови
Задебљања означавају лидера лиге
| 1945–46 | Омаха Најтс          | USHL   | 52    | 22  | 26    | 48    | 53    | 6   | 2  | 1  | 3   | 15  |
| 1946–47 | Детроит ред вингси   | NHL    | 58    | 7   | 15    | 22    | 52    | 5   | 0  | 0  | 0   | 18  |
| 1947–48 | Детроит ред вингси   | NHL    | 60    | 16  | 28    | 44    | 63    | 10  | 1  | 1  | 2   | 11  |
| 1948–49 | Детроит ред вингси   | NHL    | 40    | 12  | 25    | 37    | 57    | 11  | 8  | 3  | 11  | 19  |
| 1949–50 | Детроит ред вингси   | NHL    | 70    | 35  | 33    | 68    | 69    | 1   | 0  | 0  | 0   | 7   |
| 1950–51 | Детроит ред вингси   | NHL    | 70    | 43  | 43    | 86    | 74    | 6   | 4  | 3  | 7   | 4   |
| 1951–52 | Детроит ред вингси   | NHL    | 70    | 47  | 39    | 86    | 78    | 8   | 2  | 5  | 7   | 2   |
| 1952–53 | Детроит ред вингси   | NHL    | 70    | 49  | 46    | 95    | 57    | 6   | 2  | 5  | 7   | 2   |
| 1953–54 | Детроит ред вингси   | NHL    | 70    | 33  | 48    | 81    | 109   | 12  | 4  | 5  | 9   | 31  |
| 1954–55 | Детроит ред вингси   | NHL    | 64    | 29  | 33    | 62    | 68    | 11  | 9  | 11 | 20  | 24  |
| 1955–56 | Детроит ред вингси   | NHL    | 70    | 38  | 41    | 79    | 100   | 10  | 3  | 9  | 12  | 8   |
| 1956–57 | Детроит ред вингси   | NHL    | 70    | 44  | 45    | 89    | 72    | 5   | 2  | 5  | 7   | 6   |
| 1957–58 | Детроит ред вингси   | NHL    | 64    | 33  | 44    | 77    | 40    | 4   | 1  | 1  | 2   | 0   |
| 1958–59 | Детроит ред вингси   | NHL    | 70    | 32  | 46    | 78    | 57    | —   | —  | —  | —   | —   |
| 1959–60 | Детроит ред вингси   | NHL    | 70    | 28  | 45    | 73    | 46    | 6   | 1  | 5  | 6   | 4   |
| 1960–61 | Детроит ред вингси   | NHL    | 64    | 23  | 49    | 72    | 30    | 11  | 4  | 11 | 15  | 10  |
| 1961–62 | Детроит ред вингси   | NHL    | 70    | 33  | 44    | 77    | 54    | —   | —  | —  | —   | —   |
| 1962–63 | Детроит ред вингси   | NHL    | 70    | 38  | 48    | 86    | 100   | 11  | 7  | 9  | 16  | 22  |
| 1963–64 | Детроит ред вингси   | NHL    | 69    | 26  | 47    | 73    | 70    | 14  | 9  | 10 | 19  | 16  |
| 1964–65 | Детроит ред вингси   | NHL    | 70    | 29  | 47    | 76    | 104   | 7   | 4  | 2  | 6   | 20  |
| 1965–66 | Детроит ред вингси   | NHL    | 70    | 29  | 46    | 75    | 83    | 12  | 4  | 6  | 10  | 12  |
| 1966–67 | Детроит ред вингси   | NHL    | 69    | 25  | 40    | 65    | 53    | —   | —  | —  | —   | —   |
| 1967–68 | Детроит ред вингси   | NHL    | 74    | 39  | 43    | 82    | 53    | —   | —  | —  | —   | —   |
| 1968–69 | Детроит ред вингси   | NHL    | 76    | 44  | 59    | 103   | 58    | —   | —  | —  | —   | —   |
| 1969–70 | Детроит ред вингси   | NHL    | 76    | 31  | 40    | 71    | 58    | 4   | 2  | 0  | 2   | 2   |
| 1970–71 | Детроит ред вингси   | NHL    | 63    | 23  | 29    | 52    | 38    | —   | —  | —  | —   | —   |
| 1973–74 | Хјустон Аероси       | WHA    | 70    | 31  | 69    | 100   | 46    | 13  | 3  | 14 | 17  | 34  |
| 1974–75 | Хјустон Аероси       | WHA    | 75    | 34  | 65    | 99    | 84    | 13  | 8  | 12 | 20  | 20  |
| 1975–76 | Хјустон Аероси       | WHA    | 78    | 32  | 70    | 102   | 76    | 17  | 4  | 8  | 12  | 31  |
| 1976–77 | Хјустон Аероси       | WHA    | 62    | 24  | 44    | 68    | 57    | 11  | 5  | 3  | 8   | 11  |
| 1977–78 | Новоенглески вејлери | WHA    | 76    | 34  | 62    | 96    | 85    | 14  | 5  | 5  | 10  | 15  |
| 1978–79 | Новоенглески вејлери | WHA    | 58    | 19  | 24    | 43    | 51    | 10  | 3  | 1  | 4   | 4   |
| 1979–80 | Хартфордски вејлери  | NHL    | 80    | 15  | 26    | 41    | 42    | 3   | 1  | 1  | 2   | 2   |
| 1997–98 | Детроит вајпери      | IHL    | 1     | 0   | 0     | 0     | 0     | —   | —  | —  | —   | —   |
| тотали  | тотали               | тотали | 1,767 | 801 | 1,049 | 1,850 | 1,685 | 157 | 68 | 92 | 160 | 220 |
| тотали  | тотали               | тотали | 419   | 174 | 334   | 508   | 399   | 78  | 28 | 43 | 71  | 115 |

## Награде
| Награда                   | Године |
| ------------------------- | --- |
| Арт Росов трофеј          | 1951, 1952, 1953, 1954, 1957, 1963 |
| Лидер постизања голова    | 1951, 1952, 1953, 1957, 1963 |
| Хартов меморијални трофеј | 1952, 1953, 1957, 1958, 1960, 1963 |
| све-стар игра             | 1948, 1949, 1950, 1951, 1952, 1953, 1954, 1955, 1957, 1958, 1959, 1960, 1961, 1962, 1963, 1964, 1965, 1967, 1968, 1969, 1970, 1971, 1980 |
|NHL прва све-стар игра        | 1951, 1952, 1953, 1954, 1957, 1958, 1960, 1963, 1966, 1968, 1969, 1970                                                                   |
|NHL друга све-стар игра       | 1949, 1950, 1956, 1959, 1961, 1962, 1964, 1965, 1967                                                                                     |
| Стенли куп                | 1950, 1952, 1954, 1955 |

| Награда                   | Године     |
| ------------------------- | ---------- |
| Авко светски трофеј       | 1974, 1975 |
| Гари Дејвидсонова награда | 1974       |
| WHA први све-стар тим     | 1974, 1975 |